# Ammannia coccinea
Ammannia coccinea là một loài thực vật có hoa trong họ Lythraceae. Loài này được Rottb. mô tả khoa học đầu tiên năm 1773.